# Lisa Linnell
Lisa Linnell, född 30 april 1991, är en svensk friidrottare (mångkamp och längdhopp). Hon tävlar sedan juli 2014 för Atleticum Växjö SK. Hon vann år 2011 SM-guld inomhus i femkamp. 
Linnell deltog i sjukamp vid U23-EM 2013 i Tammerfors där hon satte personligt rekord med 5 888 poäng vilket gav en fjärdeplats.

## Personliga rekord
| Utomhus - 100 meter – 12,33 (Västerås 9 augusti 2013) - 100 meter – 12,21 (medvind) (Västerås 9 augusti 2013) - 200 meter – 24,77 (Tammerfors, Finland 13 juli 2013) - 800 meter – 2:12,37 (Ratingen, Tyskland 17 juni 2018) - 100 meter häck – 13,97 (Tammerfors, Finland 13 juli 2013) - 100 meter häck – 13,93 (medvind) (Umeå 2 augusti 2014) - Höjd – 1,79 (Berlin, Tyskland 9 augusti 2018) - Längd – 6,21 (Kuortane, Finland 11 juni 2017) - Kula – 13,00 (Ljungby 26 maj 2018) - Kula – 12,58 (Tammerfors, Finland 13 juli 2013) - Spjut – 41,40 (Ratingen, Tyskland 17 juni 2018) - Sjukamp – 5 890 (Kuortane, Finland 11 juni 2017) | Inomhus - 60 meter – 7,69 (Växjö 19 januari 2013) - 60 meter – 7,99 (Norrköping 28 januari 2017) - 400 meter – 56,26 (Växjö 26 februari 2017) - 800 meter – 2:12,95 (Sandnes, Norge 21 februari 2016) - 60 meter häck – 8,67 (Örebro 13 januari 2013) - 60 meter häck – 8,67 (Norrköping 26 januari 2013) - Höjd – 1,74 (Växjö 6 februari 2016) - Längd – 6,18 (Norrköping 17 februari 2013) - Kula – 12,62 (Sandnes, Norge 21 februari 2016) - Femkamp – 4 320 (Sandnes, Norge 21 februari 2016) |

### Fotnoter
1. ↑  ”SM i mångkamp 2011” (htm). idrottonline.se. Arkiverad från originalet den 5 april 2015. https://web.archive.org/web/20150405123345/http://www5.idrottonline.se/ImageVaultFiles/id_411236/cf_99342/resultat.HTM. Läst 17 april 2013.
2. ↑  ”Stora inne-SM 2013, resultat”. trackandfield.se. Arkiverad från originalet den 20 februari 2013. https://web.archive.org/web/20130220083140/http://www.trackandfield.se/Resultat/2013/130215.htm. Läst 18 februari 2013.
3. ↑  ”Stora inne-SM 2016, resultat”. livetiming.se. http://livetiming.se/track/ism16/. Läst 26 maj 2016.
4. ↑  ”SM mångkamp 2011, resultat”. tjalve.nu. Arkiverad från originalet den 6 april 2015. https://web.archive.org/web/20150406012756/http://www.tjalve.nu/cms/Resultat/resultat.html. Läst 19 juli 2012.
5. 1 2 3 4 5 6 7 8 9 10 11 12 13 14 15 16 17 18 19 20  ”Personsida hos IAAF” (på engelska). iaaf.org. https://www.iaaf.org/athletes/sweden/lisa-linnell-257598. Läst 19 oktober 2018.
6. ↑  ”Karensövergångar 2014”. friidrott.se. 6 oktober 2014. Arkiverad från originalet den 20 november 2016. https://web.archive.org/web/20161120212355/http://www.friidrott.se/forbundsinfo/overgangar/karens14.aspx. Läst 20 november 2016.
7. ↑  ”European Athletics U23 Championships - Tampere 2013” (på engelska). european-athletics.org. http://www.european-athletics.org/competitions/european-athletics-u23-championships/history/year=2013/results/index.html#. Läst 17 oktober 2017.
8. 1 2 3 4 5 6 7 8 9 10 11 12 13 14 15  ”Personsida på European Athletics' webbplats” (på engelska). european-athletics.org. http://www.european-athletics.org/athletes/group=l/athlete=126684-linnell-lisa/index.html. Läst 19 oktober 2018.